# Renenutet
Renenutet (rnn-wtt) byla staroegyptská bohyně potravy, úrody, ochránkyně dětí a faraona. Byla uctívána zvláště v období sklizně. Zpočátku byl její kult soustředěn v Terenuthisu. Renenutet byla zobrazována jako kobra nebo jako žena s hlavou kobry. Na hlavě mohla mít pero nebo sluneční disk.
Její jméno je složeno ze slov „rnn“ (vychovávat) a „wtt“ (had nebo zplodit). Další možností je, že bylo její jméno spojováno se slovem „rn“ (jméno). Chránila novorozené děti a dávala každému tajné jméno. Dle Egypťanů, kdo znal něčí tajné jméno, měl nad jeho majitelem velikou moc. Toto lze spatřit i v mýtu, kde bohyně Eset dosadila svého muže Usira na trůn poté, co se lstí dozvěděla Reovo tajné jméno, které nikdo jiný neznal.
Byla ženským protějškem Šaiho, který zosobňoval osud dítěte. Tito dva byli občas nazýváni „Thovtovýma rukama“.
Někdy byla Renenutet považována za manželku Sobka, který byl jako krokodýlí bůh také spojován s Nilem a plodností. Chrám Medinet Madi je zasvěcen Sobkovi i Renenutet. Tam se kupříkladu uskutečňovaly oslavy sklizně. Nějaké její svatyně byly také poblíž vinic.

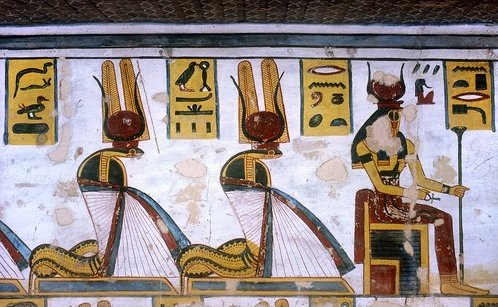
Nepit, Renenutet a Hu jako kobry.

Jindy byla Renenutet manželkou Geba, který reprezentoval Zemi, a matkou Nehebkaua, také hadího boha.
Později byla jako bohyně hadů uctívána po celém Dolním Egyptě a stále více spojována s Vadžet, ochránkyní Dolního Egypta a také zobrazovanou jako kobra. Nakonec se Renenutet stala alternativní podobou bohyně Vadžet, jejíž pohled měl zabíjet nepřátele.